# Martin Bergvold
Martin Bergvold (ur. 20 lutego 1984 w Kopenhadze) – duński piłkarz występujący na pozycji pomocnika. Zawodnik klubu Esbjerg fB.

## Kariera klubowa
Bergvold jako junior grał w klubach Rødovre BK, Avarta oraz KB (wówczas rezerwy FC København), do którego trafił w 2001 roku. W 2002 roku został włączony do pierwszej drużyny FC København grającej w Superligaen. W tych rozgrywkach zadebiutował 1 grudnia 2002 roku w wygranym 3:0 pojedynku z Silkeborgiem. W 2003 roku zdobył z klubem mistrzostwo Danii. 21 marca 2004 roku w przegranym 1:2 pojedynku z FC Midtjylland strzelił pierwszego gola w Superligaen. W tym samym roku zdobył z zespołem mistrzostwo Danii oraz Puchar Danii. W 2006 roku po raz trzeci zdobył z nim mistrzostwo Danii.
W styczniu 2007 roku Bergvold odszedł do włoskiego Livorno. W Serie A pierwszy mecz zaliczył 28 stycznia 2007 roku przeciwko Fiorentinie (1:2). 11 listopada 2007 roku w wygranym 3:2 pojedynku ze Sieną zdobył pierwszą bramkę w Serie A. W 2008 roku spadł z klubem do Serie B. W 2009 roku awansował z nim jednak do Serie A.
W 2010 roku Bergvold ponownie został graczem zespołu FC København. W 2012 roku był wypożyczony do Lyngby Boldklub, a następnie odszedł do Esbjerg fB.

## Kariera reprezentacyjna
Bergvold jest byłym reprezentantem Danii U-16, U-17, U-18, U-19, U-20 oraz U-21.